# Guttaring
Guttaring är en ort och kommun  i Österrike. Den ligger i distriktet Sankt Veit an der Glan i förbundslandet Kärnten, i den södra delen av landet, 200 km sydväst om huvudstaden Wien.
Kommunen består av 24 orter (Ortschaften) (inom parentes invånarantal 1 januari 2024):

- Baierberg (45)
- Dachberg (13)
- Deinsberg (65)
- Dobritsch (1)
- Gobertal (12)
- Guttaring (912)
- Guttaringberg (57)
- Hollersberg (85)
- Höffern (17)
- Maria Hilf (3)
- Oberstranach (1)
- Rabachboden (16)
- Ratteingraben (25)
- Schalkendorf (4)
- Schelmberg (20)
- Schrottenbach (0)
- Sonnberg (4)
- St. Gertruden (3)
- Urtl (34)
- Urtlgraben (40)
- Verlosnitz (6)
- Waitschach (19)
- Weindorf (12)
- Übersberg (97)